# Veggen
Veggen est une localité du comté de Nordland, en Norvège.

## Géographie
Administrativement, Veggen fait partie de la kommune d'Evenes.